# Тевьек
Тевьек (фр. Téviec) — остров в Атлантическом океане.
Находится у западного побережья Франции поблизости от полуострова Киберон (Бретань). Остров является важным местом археологических раскопок. В 1928—1929 годах, на острове Тевьек, археологами М. и С. Ж. Пекар, были исследованы мезолитическое поселение и могильник, относящиеся к тарденуазской культуре. Остров необитаем.